# Глизе 876 e
Глизе 876 e — экзопланета, обращающаяся вокруг звезды Глизе 876 в созвездии Водолея. Она находится в орбитальном резонансе 1:2:4 с планетами Глизе 876 c и Глизе 876 b: на каждый оборот планеты e приходится два полных оборота планеты b и четыре оборота планеты c. Такое сочетание — второй известный случай после соответствующего орбитального резонанса лун Юпитера: Ио, Европы и Ганимеда.
Глизе 876 e имеет массу, близкую к массе Урана . Период обращения вокруг звезды равен 124 дням. Хотя период обращения у планеты и больше, чем у Меркурия, меньшая масса звезды означает, что большая полуось её орбиты лишь немного уступает меркурианской. В отличие от Меркурия, Глизе 876 e обращается по практически круговой орбите с эксцентриситетом равным 0,055 ± 0,012.